# ТСВ-1
ТСВ-1 (Тренировочная Снайперская Винтовка-1) — малокалиберная снайперская винтовка, разработанная на основе СВД. Её нельзя назвать «настоящей» снайперской винтовкой из-за недостаточной точности на дальностях более 100 м (с расстояния 50 м опытный стрелок из положения «лёжа» способен попасть серией из 10 выстрелов в мишень диаметром 12 мм). Главная её задача — служить оружием первоначального обучения снайперов до того, как им доведется стрелять из настоящего боевого оружия. ТСВ-1 помогает обучаемому при наименьших затратах привыкать к снайперской винтовке, вырабатывать соответствующий динамический стереотип. Винтовка прошла испытания, КБ «Ижмех» была изготовлена опытная партия, но в серию так и не пошла.

## Конструкция
При её создании Драгунов почти в точности скопировал внешний вид СВД, приспособив систему под дешёвый патрон калибра 5,6 мм. У ТСВ-1 стандартный рамочный приклад, ствольные накладки с шестью вентиляционными отверстиями с каждой стороны. Ствол немного короче чем у СВД. Ствольная коробка более упрощённая, короткая, отливается из лёгкого сплава. Свободный затвор винтовки вместе с деталями УСМ, возвратного механизма выполнен отдельным быстросъёмным блоком, встроенным в крышку ствольной коробки. Винтовка комплектуется штатным оптическим прицелом ТО-4М.
Подача патронов при стрельбе производится из штампосварного магазина пистолетного типа, ёмкостью на 10 патронов.

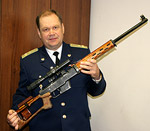
Начальник ЦССК (РОСТО) полковник Михаил Викторович Лысков демонстрирует винтовку ТСВ-1
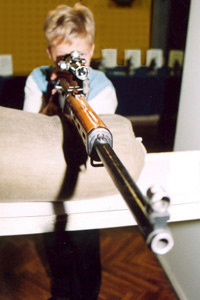
Молодой спортсмен ведет стрельбу из винтовки ТСВ-1
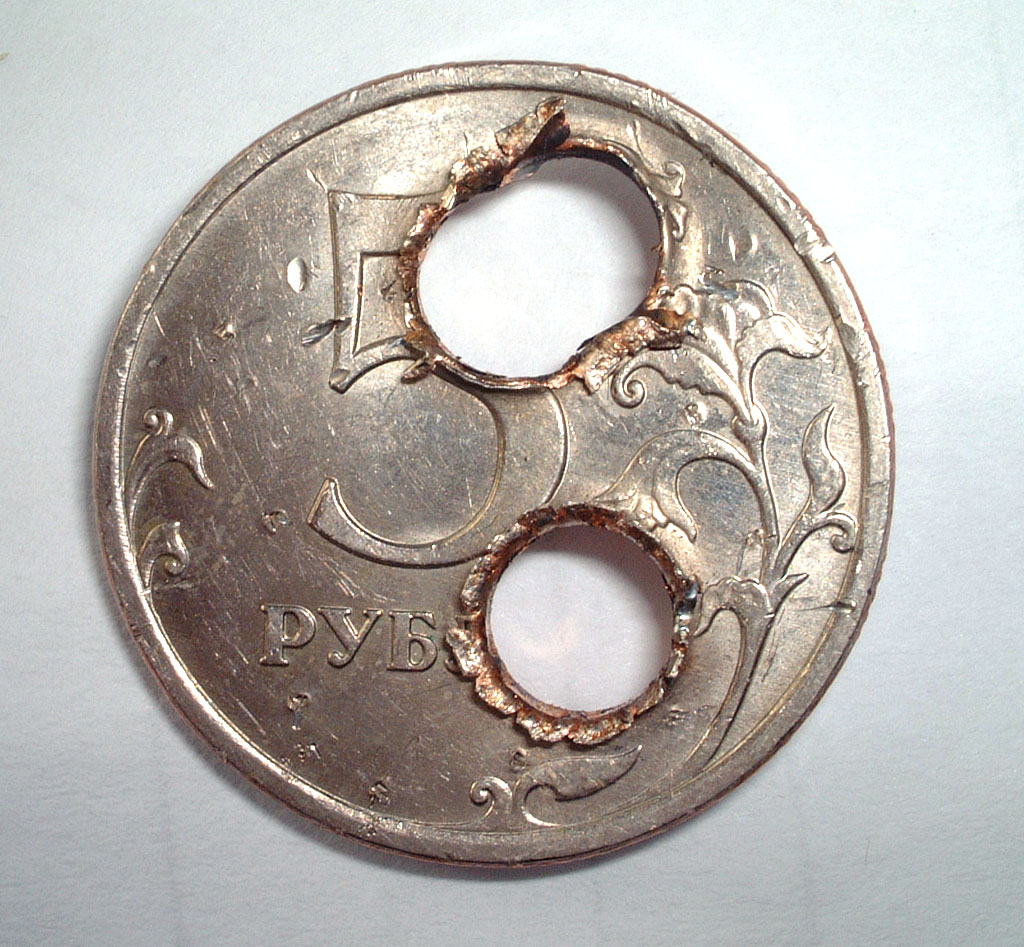
Три выстрела подряд
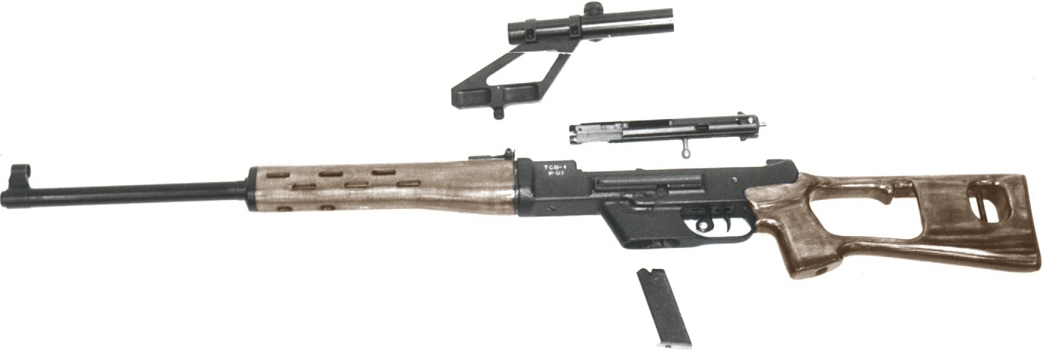
ТСВ-1, неполная разборка